# Middellandse Zeespelen 2022
De Middellandse Zeespelen 2022 vormden de negentiende editie van de Middellandse Zeespelen. Ze werden gehouden van 25 juni tot en met 6 juli 2022. De gaststad was Oran, Algerije.
Oorspronkelijk stonden de Spelen gepland voor 2021. Ze werden evenwel met een jaar uitgesteld vanwege het aanhouden van de COVID-19-pandemie en om conflict met de Olympische Zomerspelen 2020, die ook met een jaar waren uitgesteld, te vermijden.

## Keuze
Op 27 augustus 2015 maakte het Internationaal Comité van de Middellandse Zeespelen bekend welke stad de Spelen mocht organiseren. De gaststad werd gekozen in Pescara, gaststad van de Spelen in 2009. Twee kandidaten hadden zich aangemeld: het Algerijnse Oran en het Tunesische Sfax. Aanvankelijk hadden ook het Bosnische Mostar, het Kroatische Dubrovnik en het Montenegrijnse Kotor interesse getoond om de organisatie op zich te nemen, maar uiteindelijk trokken deze steden zich terug. Oran haalde het uiteindelijk met ruime voorsprong: 51 tegen 17.
| Stad | Eerste ronde |
| Oran | 51           |
| Sfax | 17           |

## Sporten

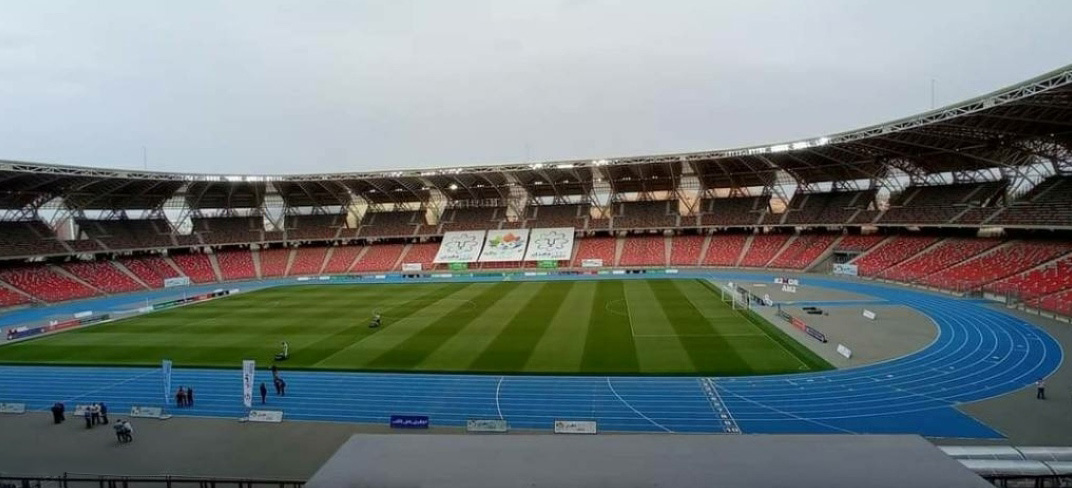
Het Miloud Hadefi-stadion in Oran

Op deze Spelen stonden er 24 sporten op het programma, maar liefst vijf minder dan vier jaar eerder. In vergelijking met 2018 verdwenen golf, kanovaren, roeien, triatlon en waterskiën van het programma.
| Atletiek Badminton Basketbal Bocce Boksen Boogschieten Gewichtheffen Gymnastiek | Handbal Judo Karate Paardensport Schermen Schietsport Taekwondo Tafeltennis | Tennis Voetbal Volleybal Waterpolo Wielersport Worstelen Zeilen Zwemmen |

## Medaillespiegel
| Plaats | Land                  | Goud | Zilver | Brons | Totaal |
| 1      | Italië                | 48   | 50     | 61    | 159    |
| 2      | Turkije               | 45   | 26     | 37    | 108    |
| 3      | Frankrijk             | 21   | 24     | 36    | 81     |
| 4      | Algerije              | 20   | 17     | 16    | 53     |
| 5      | Spanje                | 16   | 25     | 25    | 66     |
| 6      | Egypte                | 13   | 15     | 23    | 51     |
| 7      | Servië                | 13   | 7      | 11    | 31     |
| 8      | Griekenland           | 10   | 11     | 10    | 31     |
| 9      | Portugal              | 7    | 10     | 8     | 25     |
| 10     | Tunesië               | 6    | 8      | 9     | 27     |
| 11     | Slovenië              | 6    | 8      | 9     | 23     |
| 12     | Kroatië               | 6    | 7      | 10    | 23     |
| 13     | Cyprus                | 5    | 2      | 7     | 14     |
| 14     | Syrië                 | 4    | 3      | 0     | 7      |
| 15     | Marokko               | 3    | 13     | 17    | 33     |
| 16     | Kosovo                | 3    | 0      | 3     | 6      |
| 17     | San Marino            | 2    | 1      | 3     | 6      |
| 18     | Albanië               | 2    | 1      | 1     | 4      |
| 19     | Bosnië en Herzegovina | 2    | 0      | 6     | 8      |
| 20     | Montenegro            | 1    | 4      | 2     | 7      |
| 21     | Noord-Macedonië       | 1    | 0      | 2     | 3      |
| 22     | Monaco                | 1    | 0      | 0     | 1      |
| 23     | Malta                 | 0    | 1      | 0     | 1      |
| 24     | Libië                 | 0    | 0      | 1     | 1      |
| Totaal | Totaal                | 244  | 246    | 294   | 784    |

## Deelnemende landen
Er namen 26 landen deel aan deze Middellandse Zeespelen, evenveel als vier jaar eerder. Andorra en Libanon waren de enige landen die geen medailles wisten te veroveren.
- Albanië
- Algerije
- Andorra
- Bosnië en Herzegovina
- Cyprus
- Egypte
- Frankrijk
- Griekenland
- Italië

- Kosovo
- Kroatië
- Libanon
- Libië
- Malta
- Marokko
- Monaco
- Montenegro
- Noord-Macedonië

- San Marino
- Servië
- Slovenië
- Spanje
- Syrië
- Tunesië
- Turkije